# Prostheceraeus
Genre
Prostheceraeus est un genre de vers plats (Plathelminthes) de la famille des Euryleptidae. 

## Étymologie
Prostheceraeus signifie "qui a des cornes" (κέρας ) (tournées) "vers l'avant" (πρόσθεν ").

## Description
La forme du corps est allongée et ovale et la plupart des espèces ont des lignes longitudinales sur le dos. Prostheceraeus présente deux longs et minces tentacules frontaux. Le pharynx est cylindrique ou en forme de cloche.

## Systématique

### GenreProstheceraeus
Le nom valide complet (avec auteur) de ce taxon est Prostheceraeus Schmarda, 1859.
Prostheceraeus a pour synonyme Leimacopsis Diesing, 1862.

### Liste des espèces
Selon la base de données World Register of Marine Species (22 novembre 2023), le genre Prostheceraeus contient les espèces suivantes :
- Prostheceraeus albicinctus Lang, 1884
- Prostheceraeus anomalus Haswell, 1907
- Prostheceraeus argus (Quatrefage, 1845)
- Prostheceraeus crozieri (Hyman, 1939)
- Prostheceraeus flavomarginatus (Ehrenberg, 1831)
- Prostheceraeus floridanus Hyman, 1955
- Prostheceraeus fuscolineatus Dixit, Raghunathan & Chandra, 2017
- Prostheceraeus giesbrechtii Lang, 1884
- Prostheceraeus maculosus (Verrill, 1892)
- Prostheceraeus meleagrinus (Kelaart, 1858)
- Prostheceraeus moseleyi Lang, 1884
- Prostheceraeus nigricornus Schmarda, 1859
- Prostheceraeus panamensis Woodworth, 1894
- Prostheceraeus pseudolimax Lang, 1884
- Prostheceraeus roseus Lang, 1884
- Prostheceraeus rubropunctatus Lang, 1884
- Prostheceraeus violaceus (Delle-Chiaje, 1822)
- Prostheceraeus vittatus (Montagu, 1815)
- Prostheceraeus zebra Hyman, 1955

Synonymes, reclassements
Sauf mention contraire, les reclassements sont faits au sein de la famille des Euryleptidae.
- l'espèce Prostheceraeus albicornis (Stimpson, 1857) est reclassée en Pseudoceros albicornus (Stimpson, 1857) , dans la famille des Pseudocerotidae
- l'espèce Prostheceraeus albicornus (Stimpson, 1857) est reclassée en Pseudoceros albicornus (Stimpson, 1857) , dans la famille des Pseudocerotidae
- l'espèce Prostheceraeus albocinctus Lang, 1884 est  Prostheceraeus albicinctus Lang, 1884
- l'espèce Prostheceraeus bellostriatus Hyman, 1953 est reclassée en Praestheceraeus bellostriatus (Hyman, 1953)
- l'espèce Prostheceraeus clavicornis Schmarda, 1859 est reclassée en Pseudoceros clavicornis (Schmarda, 1859) , dans la famille des Pseudocerotidae
- l'espèce Prostheceraeus cornutus (Müller OF, 1776) est reclassée en Eurylepta cornuta (Müller OF, 1776)
- l'espèce Prostheceraeus cristatus (Quatrefage, 1845) est Prostheceraeus vittatus (Montagu, 1815)
- l'espèce Prostheceraeus flavomaculatus Graff, 1893 est reclassée en Pseudoceros flavomaculatus Graff, 1893 , dans la famille des Pseudocerotidae
- l'espèce Prostheceraeus flavomcaulatus Graff, 1893 est reclassée en Pseudoceros flavomaculatus Graff, 1893 , dans la famille des Pseudocerotidae
- l'espèce Prostheceraeus hancockanus (Collingwood, 1876) est reclassée en Pseudobiceros hancockanus (Collingwood, 1876) , dans la famille des Pseudocerotidae
- l'espèce Prostheceraeus japonicus (Stimpson, 1857) est reclassée en Pseudoceros japonicus (Stimpson, 1857) , dans la famille des Pseudocerotidae
- l'espèce Prostheceraeus kelaarti (Collingwood, 1876) est reclassée en Pseudoceros kelaarti (Collingwood, 1876) , dans la famille des Pseudocerotidae
- l'espèce Prostheceraeus kelaartii (Collingwood, 1876) est reclassée en Pseudoceros kelaarti (Collingwood, 1876) , dans la famille des Pseudocerotidae
- l'espèce Prostheceraeus latissimus Schmarda, 1859 est reclassée en Pseudoceros latissimus type A (Schmarda, 1859) , dans la famille des Pseudocerotidae
- l'espèce Prostheceraeus latissimus type A Schmarda, 1859 est reclassée en Pseudoceros latissimus type A (Schmarda, 1859) , dans la famille des Pseudocerotidae
- l'espèce Prostheceraeus latissimus type B Schmarda, 1859 est reclassée en Pseudobiceros schmardae Faubel, 1984 , dans la famille des Pseudocerotidae
- l'espèce Prostheceraeus microceraeus Schmarda, 1859 est reclassée en Pseudoceros microceraeus (Schmarda, 1859) , dans la famille des Pseudocerotidae
- l'espèce Prostheceraeus niger (Stimpson, 1857) est reclassée en Pseudoceros niger (Stimpson, 1857) , dans la famille des Pseudocerotidae
- l'espèce Prostheceraeus nigricornis Schmarda, 1859 est Prostheceraeus nigricornus Schmarda, 1859
- l'espèce Prostheceraeus papilio (Kelaart, 1858) est reclassée en Acanthozoon papilionis (Kelaart, 1858) , dans la famille des Pseudocerotidae
- l'espèce Prostheceraeus terricola Schmarda, 1859 est reclassée en Leimacopsis terricola (Schmarda, 1859) , dans la famille des Leimacopsidae
- l'espèce Prostheceraeus undulatus (Kelaart, 1858) est reclassée en Pseudobiceros undulatus (Kelaart, 1858) , dans la famille des Pseudocerotidae
- l'espèce Prostheceraeus viridis Schmarda, 1859 est reclassée en Pseudobiceros viridis (Kelaart, 1858) , dans la famille des Pseudocerotidae

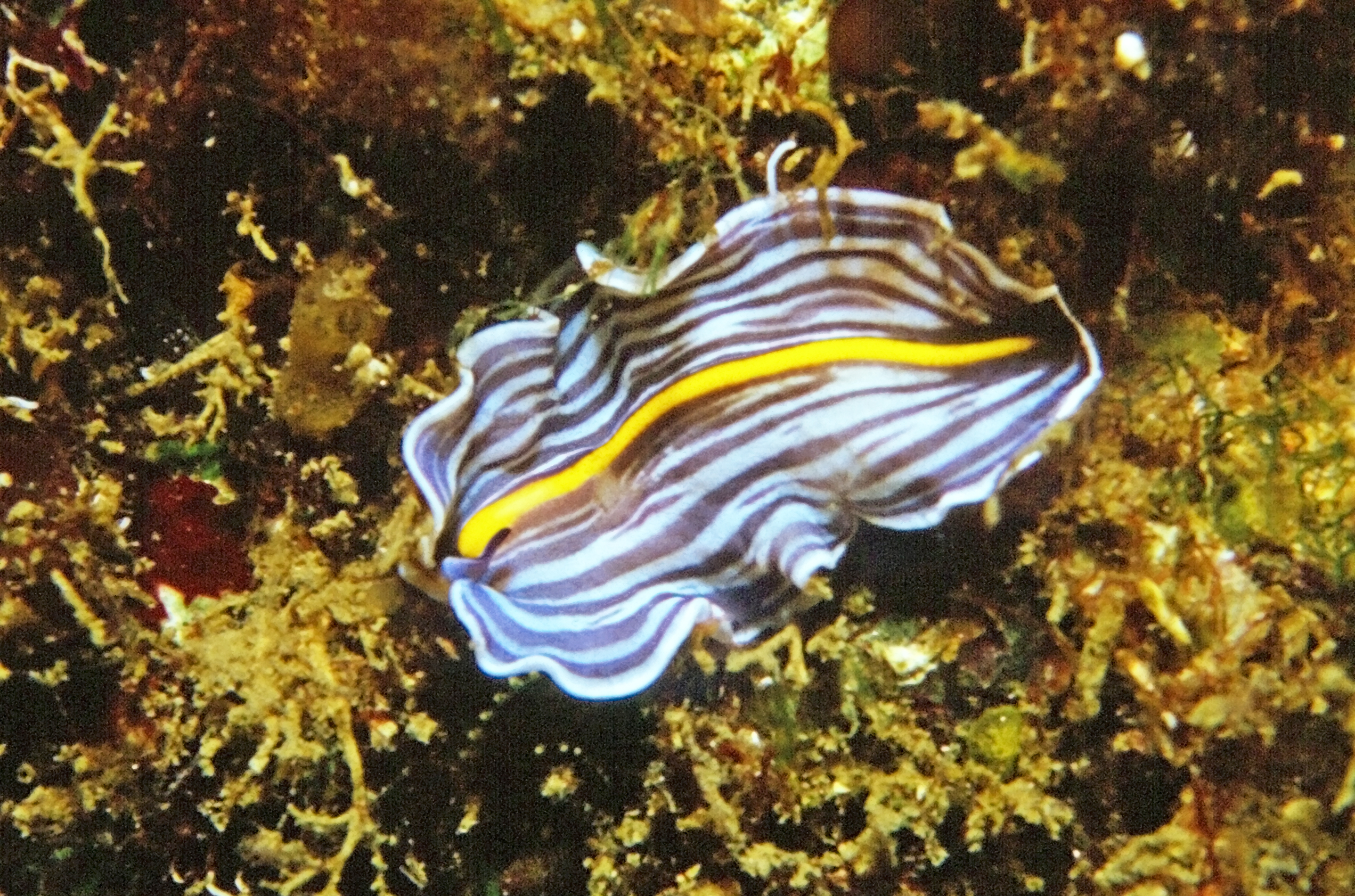
Prostheceraeus giesbrechtii.
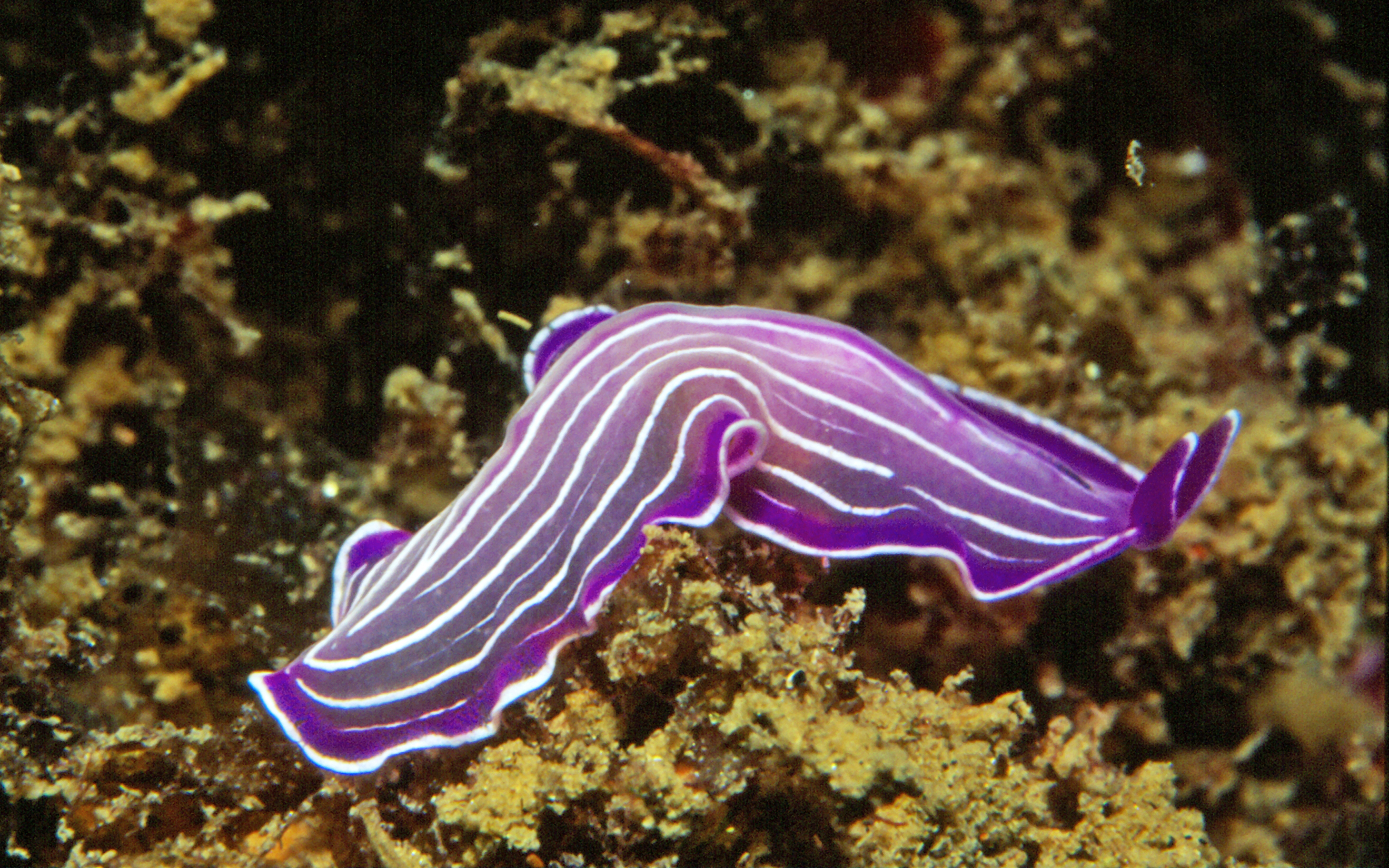
Prostheceraeus roseus.
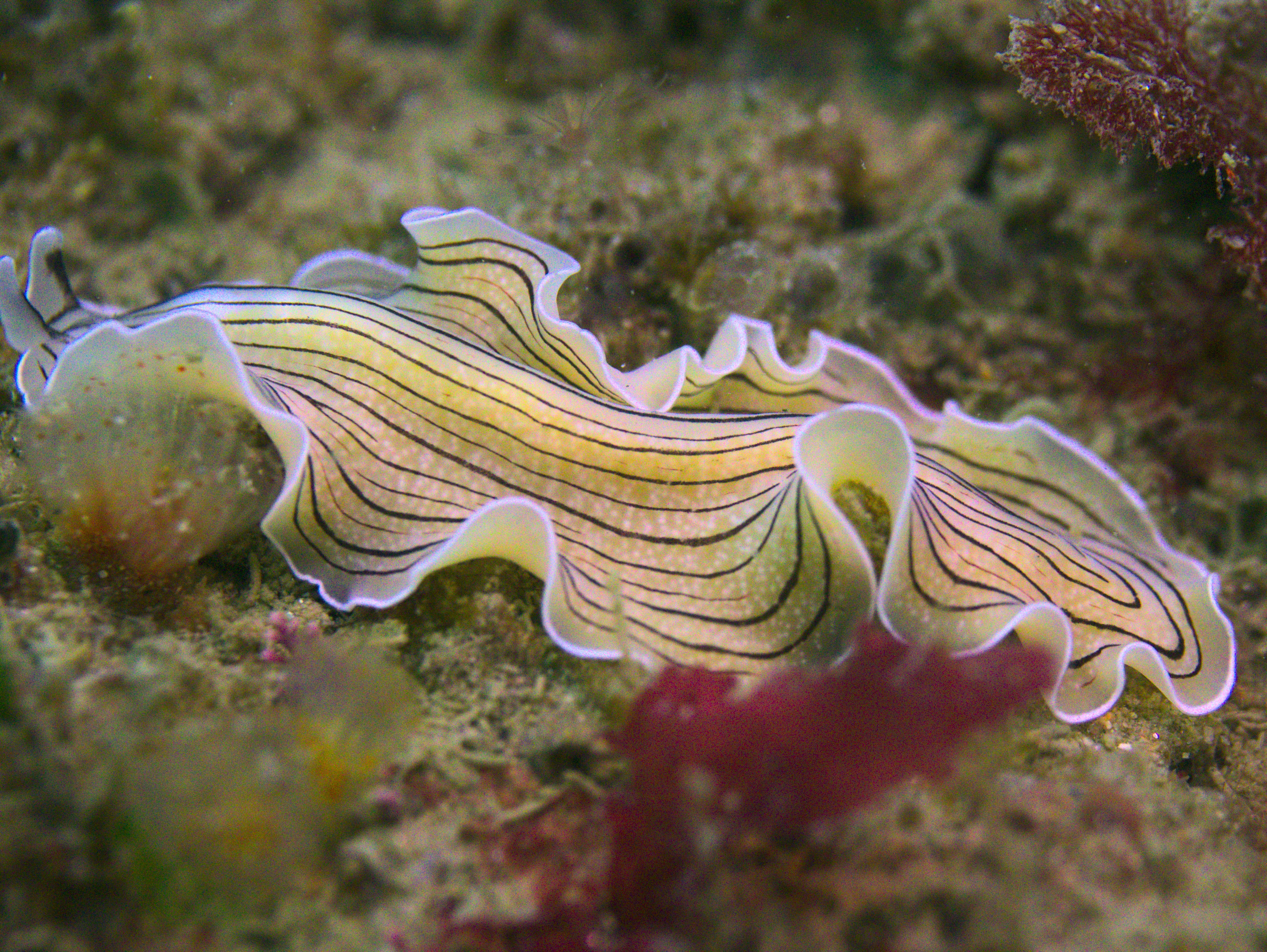
Prostheceraeus vittatus.